# Saint-Oradoux-près-Crocq
Saint-Oradoux-près-Crocq település Franciaországban, Creuse megyében. Lakosainak száma 109 fő (2022. január 1.). Saint-Oradoux-près-Crocq Basville, Crocq, Mautes, Saint-Bard, Saint-Pardoux-d’Arnet, La Villeneuve és La Villetelle községekkel határos.

## Népesség
A település népessége az elmúlt években az alábbi módon változott:
| Lakosok száma | 190  | 153  | 134  | 119  | 111  | 100  | 97   | 104  | 107  | 109  |
|               | 1968 | 1982 | 1990 | 2006 | 2013 | 2015 | 2017 | 2019 | 2020 | 2022 |